# Comala (Colima)
Comala település Mexikó Colima államának északi részén. Lakossága 2010-ben megközelítette a 10 000 főt. Fontos turisztikai célpont, ugyanis egyike az ország Pueblo Mágico címet elnyert településeinek.

## Fekvése
A település az állam fővárosától, Colimától északnyugati irányban, kevesebb mint 10 kilométerre fekszik 570 és 700 m-es tengerszint feletti magasságok között, a terület északkelet felé emelkedik. Comala két fő patakja a La Barragana és a Los Limones.

## Története
A település neve a navatl nyelvű comalli szóból ered, melynek jelentése: hely, ahol comalokat (jellegzetes lapos serpenyőket) készítenek.
Régészeti leletek bizonysága szerint a környék már legalább 3000 éve lakott. Éltek itt olmékok, navatlok (i. e. 500 körül), toltékok és csicsimékek (a 12. és 15. század között), a spanyol hódítók megérkezésekor pedig a taraszkók voltak a vidék legnagyobb lélekszámú népcsoportja. Comala első önkormányzata a spanyol birodalom alkotmánya alapján 1820-ban jött létre Cayetano Pizarro vezetésével, a függetlenné vált Mexikó alkotmánya szerint pedig 1857-ben.
1883-ban a német származású Arnoldo Vogel egy jelentős, kávétermesztéssel foglalkozó haciendát hozott létre itt, ami nagy lökést adott a település ipari fejlődésének is. 1906-ban a közeli El Remate mellett megnyílt az állam első villamos erőműve, ez pedig Comalát is ellátta árammal. 1910-ben iparvasút létesült a Cerro Grande hegyen kitermelt fa szállítása érdekében. 1962-ben megnyílt az Escuela de Trabajo Social (a szociális munka iskolája), 1969-ben pedig Escuela de Artesanías con Diseños, ahol kézművességgel foglalkoznak.
1988-ban a belváros régi épületeit védelem örökségvédelem alá helyezték.

## Turizmus
Comala 2002-ben az országos turisztikai titkárságtól (SECTUR) elnyerte a Pueblo Mágico kitüntető címet. Különleges látnivalót jelent a településközpont műemlékegyüttese, ebből is kiemelkedik a Szent Mihály arkangyal-templom 19. századi klasszicista épülete. A másik érdekesség a környéken a 17. században épült egykori Nogueras nevű cukornádtermelő hacienda. Itt ma múzeum, ökopark és kulturális központ működik.
A legfontosabb vendégváró rendezvény december 12., a Guadalupei Szűzanya napja, amikor felvonulásokat, bikafuttatást, kakasviadalokat és lovas rodeót (jaripeót) is rendeznek, valamint nem maradhat el a tánc és a tűzijáték sem. A helyi nők gyakran jellegzetes indián népviseletben jelennek meg az ünnepélyeken.

## Népesség
A település népessége a közelmúltban folyamatosan növekedett:
| Év   | Lakosság |
| ---- | -------- |
| 1990 | 7570     |
| 1995 | 7683     |
| 2000 | 8273     |
| 2005 | 8927     |
| 2010 | 9442     |